# Rio Uhrang
Rio Uhrang es una película norcoreana lanzada en el año de 1957, esta fue producida por el actor benemérito, Yoon Ryong Kyono para el estudio Estudios Fílmicos del Estado. Esta está basada en la batalla defensiva del Río Uhrang de la guerra de Corea del año de 1950, la cual es recordada por el sacrificio de los habitantes de la zona junto de los soldados del Ejército Popular de Corea contra una fuerza con una superioridad numérica y armamentística.

## Trama
La historia transcurre en la ya mencionada batalla del Río Uhrang. Al inicio del filme se observan imágenes de los pobladores de la zona preparando la defensa, junto con soldados llegando a la lugar. En este momento se presenta a la protagonista Pak Song Bong, quien es nativa de la zona. La situación se empieza a volver crítica cuando los enemigos empiezan a asediar la ciudad produciendo el pánico en la villa.